# Flughafen Aurillac

i7
i11
i13
Der Flughafen Aurillac (IATA-Code: AUR, ICAO-Code: LFLW) ist ein Regionalflughafen im französischen Département Cantal, Region Auvergne-Rhône-Alpes. Der Flughafen wird betrieben von der Handelskammer des Départements Cantal.

## Technik am Flughafen
Am Flughafen kann JET A1 AVGAS getankt werden. ILS Cat I und PAPI auf Bahn 15 ist vorhanden.

## Verkehrsanbindung
Es besteht eine Busverbindung vom Flughafen in das 3 km nordöstlich gelegene Aurillac. Zudem stehen am Flughafenterminal Taxis bereit.